# Joseph Olivier
Joseph Adolphe Théophile Olivier (Parijs, 2 december 1874 - Neuilly-sur-Seine, 21 mei 1901) was een Frans sporter.

## Carrière
1900 werd hij olympisch kampioen rugby.
Olivier werd met Stade français Paris viermaal landskampioen.

## Erelijst

### Franse ploeg
- Olympische Zomerspelen:  1900

### Stade français Paris
- landskampioen (1894, 1895, 1897, 1898)